# 서울강서초등학교 축구부
서울강서초등학교 축구부는 대한민국 서울특별시에 있는 초등학교 축구부이다. 서울강서초등학교가 운영하는 축구부로, 1989년에 창단 되었다.

## 참고 자료
- “KFA 통합경기정보 시스템”. 대한축구협회.

## 같이 보기
- 서울강서초등학교